# Le Rochereau
Le Rochereau is een plaats en voormalige gemeente in het Franse departement Vienne (regio Nouvelle-Aquitaine) en telt 632 inwoners (2004). De plaats maakt deel uit van het arrondissement Poitiers. Le Rochereau is op 1 januari 2017 gefuseerd met de gemeente Champigny-le-Sec tot de gemeente Champigny en Rochereau. 

## Geografie
De oppervlakte van Le Rochereau bedraagt 9,0 km², de bevolkingsdichtheid is 70,2 inwoners per km².
De onderstaande kaart toont de ligging van Le Rochereau met de belangrijkste infrastructuur en aangrenzende gemeenten.

## Demografie
Onderstaande figuur toont het verloop van het inwonertal (bron: INSEE-tellingen).